# گرانت میچل (هنرپیشه)
گرانت میچل (انگلیسی: Grant Mitchell؛ ۱۷ ژوئن ۱۸۷۴ – ۱ مهٔ ۱۹۵۷) بازیگر اهل ایالات متحده آمریکا بود. وی بین سال‌های ۱۹۰۲ تا ۱۹۴۸ میلادی فعالیت می‌کرد.
از فیلم‌هایی که وی در آن نقش داشته است، می‌توان به ازدواج آخر هفته، آرسنیک و تور کهنه، آقای اسمیت به واشنگتن می‌رود و پنجه گربه اشاره کرد.